# C̲
Cette page contient des caractères spéciaux ou non latins. S’ils s’affichent mal (▯, ?, etc.), consultez la page d’aide Unicode.
C̲ (minuscule : c̲), appelé C trait souscrit, est une lettre additionnelle formée d'un C diacrité par un trait souscrit. Elle est utilisée dans l’écriture de l’atikamekw.

## Représentations informatiques
Le C trait souscrit peut être représentée avec les caractères Unicode suivants :
- décomposé (latin de base, diacritiques)[1],[2] :

| formes    | représentations | chaînes de caractères | points de code | descriptions                                         |
| --------- | --------------- | --------------------- | -------------- | ---------------------------------------------------- |
| capitale  | C̲               | C◌̲                    | U+0043 U+0332  | lettre majuscule latine c diacritique trait souscrit |
| minuscule | c̲               | c◌̲                    | U+0063 U+0332  | lettre minuscule latine c diacritique trait souscrit |